# نوبخت
نوبخت الأهوازي عالم فلك فارسي من منطقة الأهواز، اشتهر بقيادته لمجموعة من الفلكيين الذين اقترحوا موقع بناء مدينة بغداد اعتمادا على حسابات فلكية، كما اشتغلت عائلته في تصميمها لاحقا. كان نوبخت زراداشتيا، فلما عمل مترجمًا في محاكم الدولة العباسية أسلم هو وأبناؤه.

## المسيرة المهنيَّة
كان نوبخت الأبرز من بين منجمي بلاط الخليفة العباسي ابو جعفر المنصور. ارتقى إلى هذا المنصب بعد أن تنبأ بنجاح صعود المنصور إلى السلطة كخليفة. كان هناك منجمين آخرين داخل القصر، بما في ذلك ما شاء الله (د. 199/815 أو 204/820) وهم ساعدوا نوبخت في تحليله للنجوم في تحديد «أكثر تاريخ ووقت ميمون لتأسيس العاصمة الجديدة، المدينة المستديرة، (» مدينة السلام") "، التي تعرف تاريخيا باسم بغداد.
بينما كان جزءًا من بلاط المنصور، يُقال إن نوبخت تنبأ بشكل صحيح بفوز الخليفة على إبراهيم بن عبد الله الذي ثار مع أخيه على الحكم العباسي. بالإضافة إلى فوز المنصور، توقع نوبخت وفاة إبراهيم كذلك. وبحسب ما ورد إن نوبخت كان واثقا جدا في دقة حساباته التي اجراها وقد تطوع بأن يتم سجنه حتى يتم الإبلاغ عن نتائج اللقاء بين إبراهيم و «الجيش العباسي»، ووافق على إعدامه إذا كان مخطئًا.
يشتبه في أن جزءًا من مسيرة نوبخت المهنية كانت ترجمة الأعمال العلمية من اللغة البهلوية إلى اللغة العربية، وينسب إليه رسالة في أحكام أسرار النجوم («أطروحة حول أسرار علم التنجيم»، وهي مخطوطة غير منشورة) على الرغم من أن هذا الإسناد لا يزال غير مؤكد..
وهب المنصور للمنجم 2000 جريب (أحد المقاييس الإسلامية القديمة) من الأرض جنوب بغداد باعتبارها إقطاع (منح الأراضي التي قدمها الخليفة في مقابل الخدمة).

## أحفاده
بالإضافة إلى كونه منجمًا عباسيًا مؤثرًا، يُعرف نوبخت بأنه أب وسلف لعائلة ناجحة جدًا في ظل الحكم العباسي وكجزء من البلاط - تشير مصادر مختلفة إلى نوبخت كان السلف المؤسس لسلالة من المنجمين البارزين داخل البلاط العباسي، بذلك ترقى بنجاح مكانة عائلته في البلاط العباسي. 
وفقا شون أنتوني، فإن تراكم الثروة والمكانة الاجتماعية لدى نوبخت وضع عائلته في مثل هذا الموقف الذي سيصبحون فيه سيئ السمعة برعاية وتسلية مثقفي المجتمع العباسي. 
بعض الأعضاء البارزين في هذه الأسرة هم: 
- أبو سهل الفاضل بن نوبخت - الخليفة المباشر لنوبخت ومنجم القصر في خلأفقة المنصور، من المعروف أن أبو سهل كان أيضًا مترجم في خزانة الحكمة لأحد خلفاء المنصور، هارون الرشيد. ثلاثة من أبناء أبو سهل، عبد الله، إسماعيل، وأبو عباس فاضل، جميعهم خدموا كمنجمين للقصر في خلأفة المأمون وكانوا رعاة للشاعر أبو نواس واحتفظت عائلة نوبخت بالكثير من شعره.[3]
- أبو سهل إسماعيل بن علي - أول أحفاد نوبخت يمكن تحديده بشكل حاسم على أنه ساهم في المذهب الشيعي. كان أبو سهل عالمًا دينًا بارزًا في المذهب الشيعي الإمامية، وعلى الرغم من أن الأسرة معروفة بولائها وتأثيرها على الشيعة الإثنا عشرية، يصعب تمييز علاقات الأسرة بالطائفة قبل مساهمات أبو سهل.[3]
- الحسن بن موسى - ابن أخ أبو سهل، وهو أيضا عالم دين شيعي وفيلسوف وعالم فلك. [3]
- أبو قاسم حسين بن روح ابن أبي بحر نوبخت - ربما كان من أبرز أعضاء عائلة نوبخت، أصبح ابن روح السفير الثالث أو نائب للإمام الثاني عشر محمد بن الحسن المهدي.[3]